# Chrząszczewo (Łysek)
Chrząszczewo – część wsi Łysek w Polsce, położona w województwie wielkopolskim, w powiecie konińskim, w gminie Wierzbinek, przy drodze wojewódzkiej nr 266. 
W latach 1975–1998 miejscowość należała administracyjnie do województwa konińskiego.
W XIX w. majątek w Wierzbinku należał do rodziny Chrząszczewskich.